# Sylvicola funebris
Sylvicola funebris är en tvåvingeart som först beskrevs av Fuller 1935.  Sylvicola funebris ingår i släktet Sylvicola och familjen fönstermyggor. Inga underarter finns listade i Catalogue of Life.